# Papo Reto (Prazer É Sexo, o Resto É Negócio)
Papo Reto (Prazer é Sexo, o Resto é Negócio) é o primeiro single do álbum Bocas Ordinárias de Charlie Brown Jr.
Em 2003, esta canção ficou entre as dez mais tocadas na Alemanha, e chegou a figurar no topo das mais tocadas em Portugal.
Este single aparece em todos os álbuns ao vivo da banda.
Em outubro de 2003, o grupo Gay Estruturação, de Brasília, entrou com uma ação na justiça para impedir que a música fosse tocada nas rádios, por conta do trecho da música que tem a palavra "viadinho". O grupo pediu, como indenização, que o Charlie Brown Jr. ou a sua gravadora, EMI, patrocinasse uma campanha contra o preconceito a homossexuais. O número de inserções da campanha na mídia teria que ser igual à quantidade de vezes em que a música seja tocada em rádios e TVs de todo o Brasil. Luiz Bennitz, representante da EMI, disse que o grupo Gay "está vendo fantasmas".

## Faixas do Single
1. Papo Reto (Prazer É Sexo O Resto É Negocio) Versão Álbum - 3:30

2. Papo Reto (Prazer É Sexo O Resto É Negocio) Versão Rádio - 3:30

## Videoclipe
Neste clipe, os integrantes do Charlie Brown Jr. aparecem fantasiados de músicos de forró.
O roteiro do videoclipe é baseado na história de um suposto ator pornô (interpretado por Milhem Cortaz) que entra na vida de um casal um tanto bizarro. A velha máxima “quem não dá assistência, abre espaço para a concorrência” é o mote do clipe.

## Prêmios e indicações
| Ano  | Prêmio                 | Categoria            | Resultado | Ref.  |
| ---- | ---------------------- | -------------------- | --------- | ----- |
| 2003 | MTV Video Music Brasil | Escolha da Audiência | Venceu    | [ 7 ] |

## Desempenho nas Paradas Musicais
Em 2003, esta canção ficou entre as dez mais tocadas na Alemanha
| Ano  | Single                                         | Charts      | Charts         | Charts       | Charts    | Charts        | Charts | Charts | Vendas e Certificações | Álbum            |
| Ano  | Single                                         | BRA Hot 100 | BRA Hit Parade | BRA Year End | Bill. BRA | Bill. Pop BRA | HSPN   | POR    | Vendas e Certificações | Álbum            |
| ---- | ---------------------------------------------- | ----------- | -------------- | ------------ | --------- | ------------- | ------ | ------ | ---------------------- | ---------------- |
| 2002 | "Papo Reto (Prazer é Sexo, o Resto é Negócio)" | 1           | 1              | 75           | —         | —             | 1      | 4      |                        | Bocas Ordinárias |